# Gehäuse

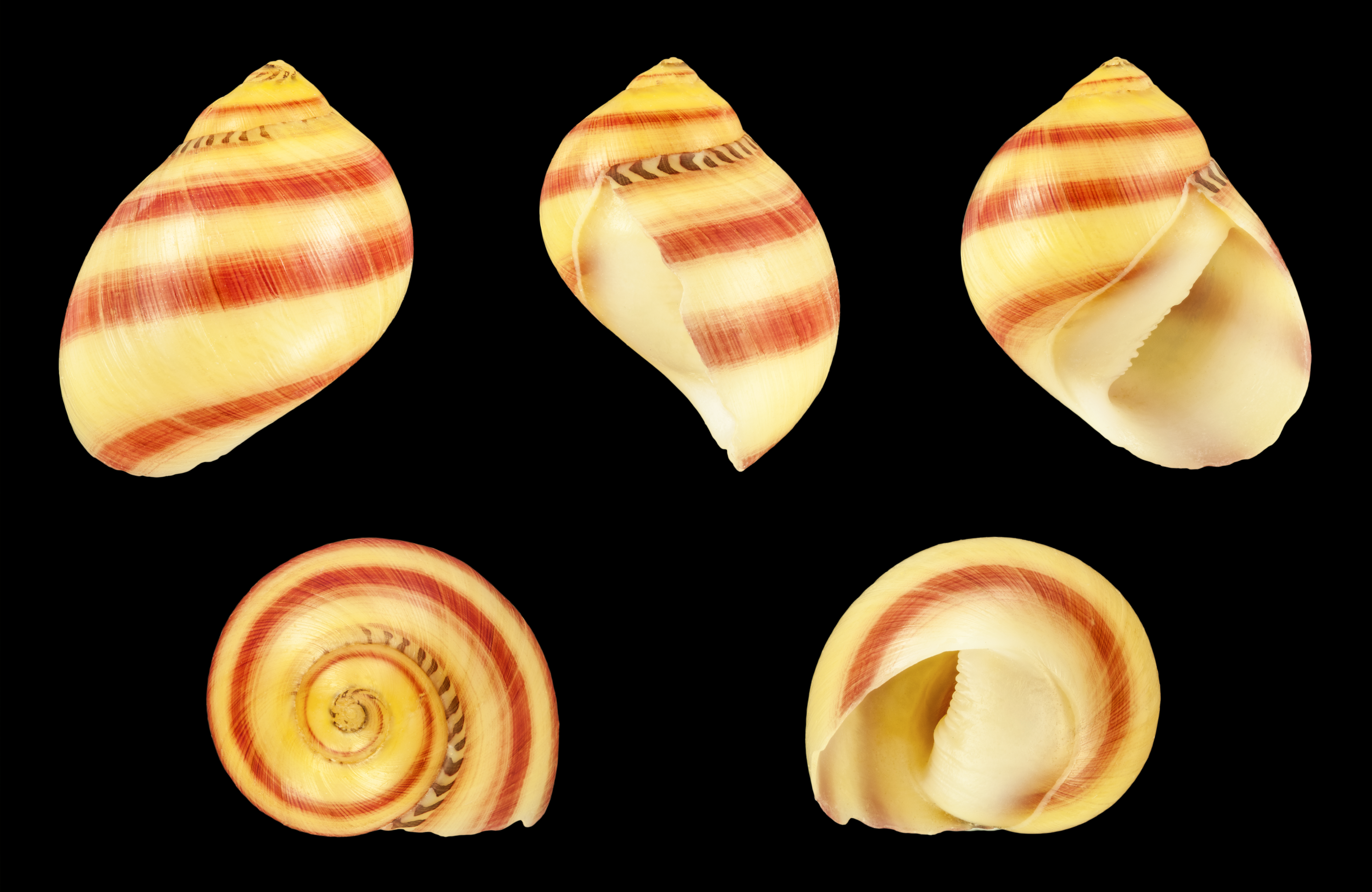
Gehäuse der Kahnschnecke Vittina waigiensis aus unterschiedlichen Perspektiven

Ein Gehäuse ist eine feste Hülle oder Verschalung, die entweder natürlich, als anatomischer Bestandteil unterschiedlicher Organismen auftritt, oder vom Menschen konstruiert wurde, um empfindliche Objekte zu schützen oder potenziell gefährliche Stoffe sicher transportieren oder lagern zu können.
In der Archäologie werden die Überreste von Weichtiergehäusen, die bei Ausgrabungen in Bodenschichten gefunden werden, zur zeitlichen Bestimmung von Fundstücken herangezogen.

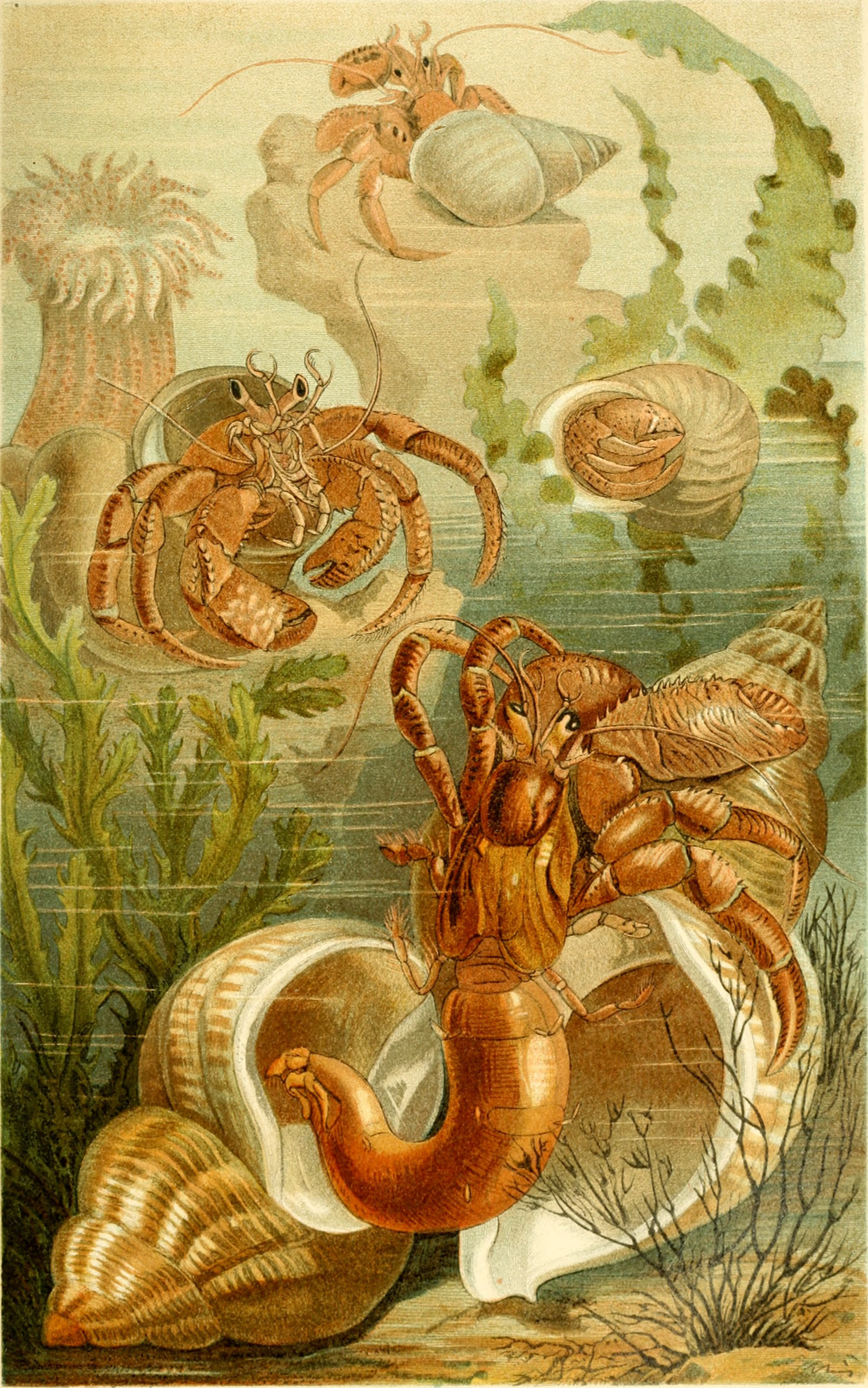
Einsiedlerkrebse sind auf die Gehäuse von Meeresschnecken angewiesen und müssen diese selbstständig wechseln, wenn sie ihnen zu klein werden

## Gehäuse in der Biologie
Kopffüßer weisen eine große Variationsbreite bei der Ausgestaltung ihrer Gehäuse auf; es gibt sowohl Arten, wie das Perlboot, die ein Außengehäuse ausbilden, als auch Spezies mit einem Innengehäuse, wie z. B. das Posthörnchen.
Beispiele von Tierarten, die Gehäuse ausbilden:
- Köcher der Köcherfliegenlarven[3]

- Kokons u. a. bei Kieferklauenträgern und einigen Würmern[4]

- Kopffüßerschale[2]

- Krebsschale; z. B. Rankenfußkrebse, Muschelkrebse[5]

- Muschelschalen[6]

- Schneckengehäuse: Gehäuse von Schnirkelschnecken[7]

Neben den zoologischen Gehäusearten, gibt es in der Botanik das Kerngehäuse, in dem sich die Samen von Kernobst befinden.

## Vom Menschen geschaffene Gehäuse

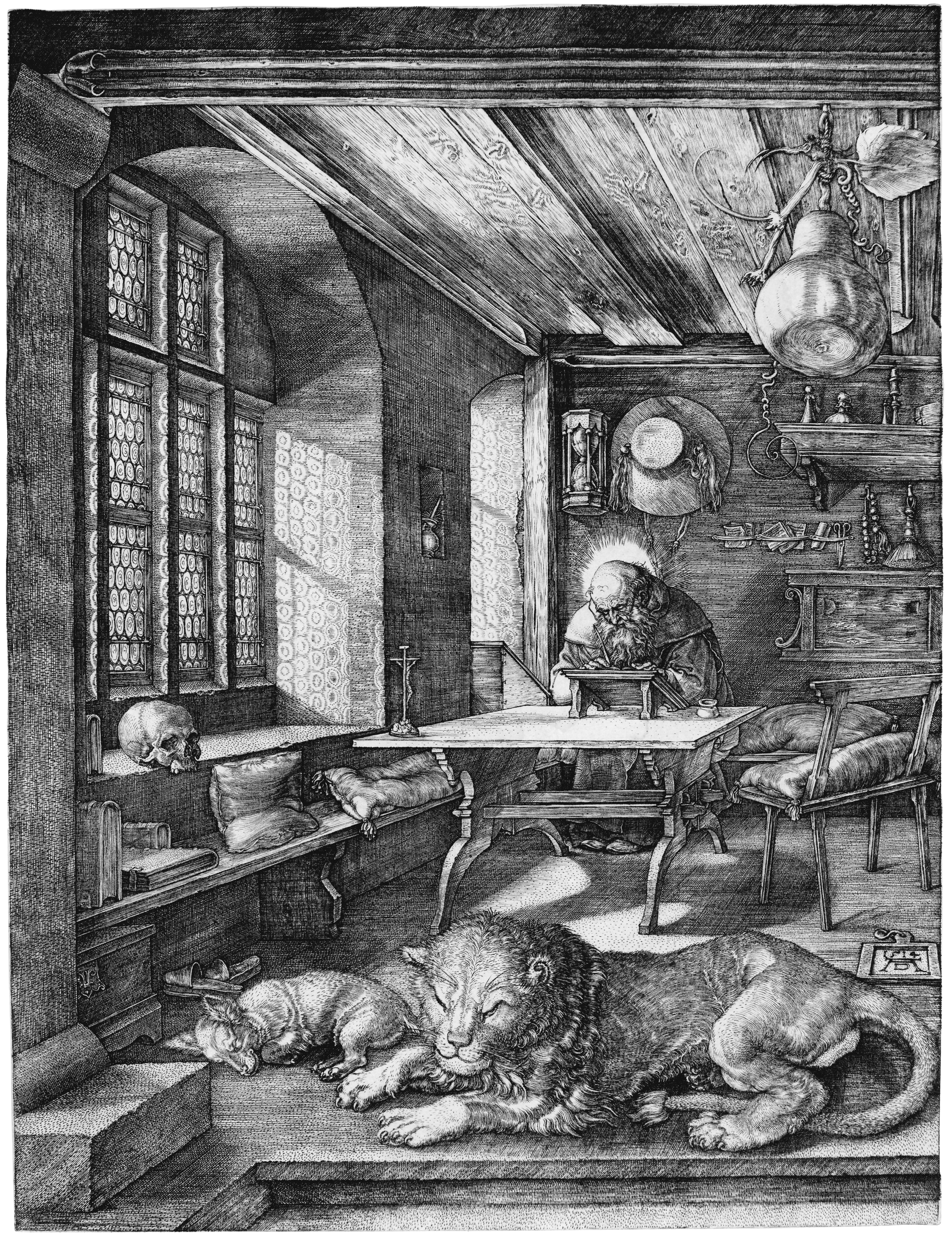
Albrecht Dürer:
Hieronymus im Gehäus

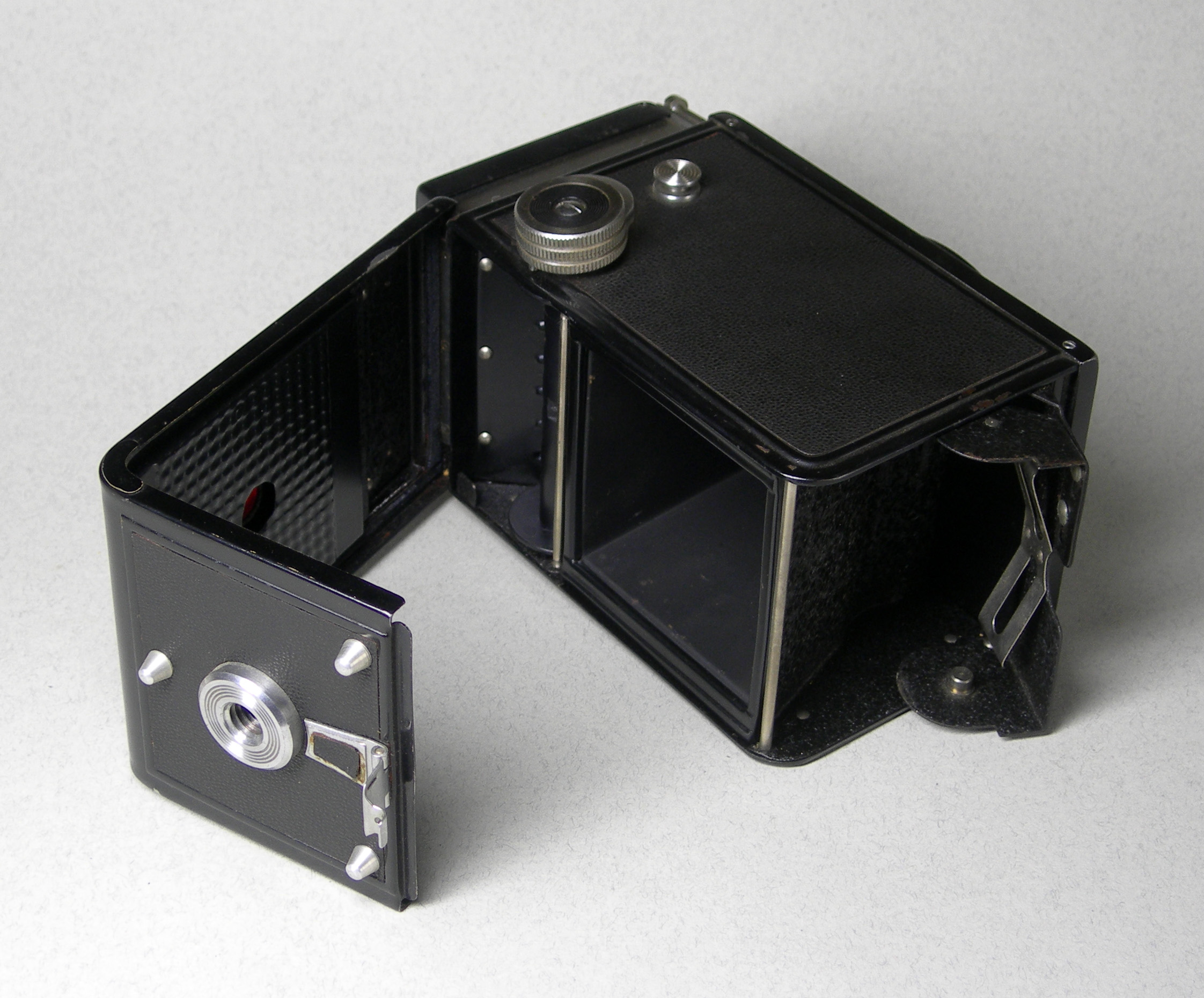
Gehäuse einer einfachen Mittelformatkamera

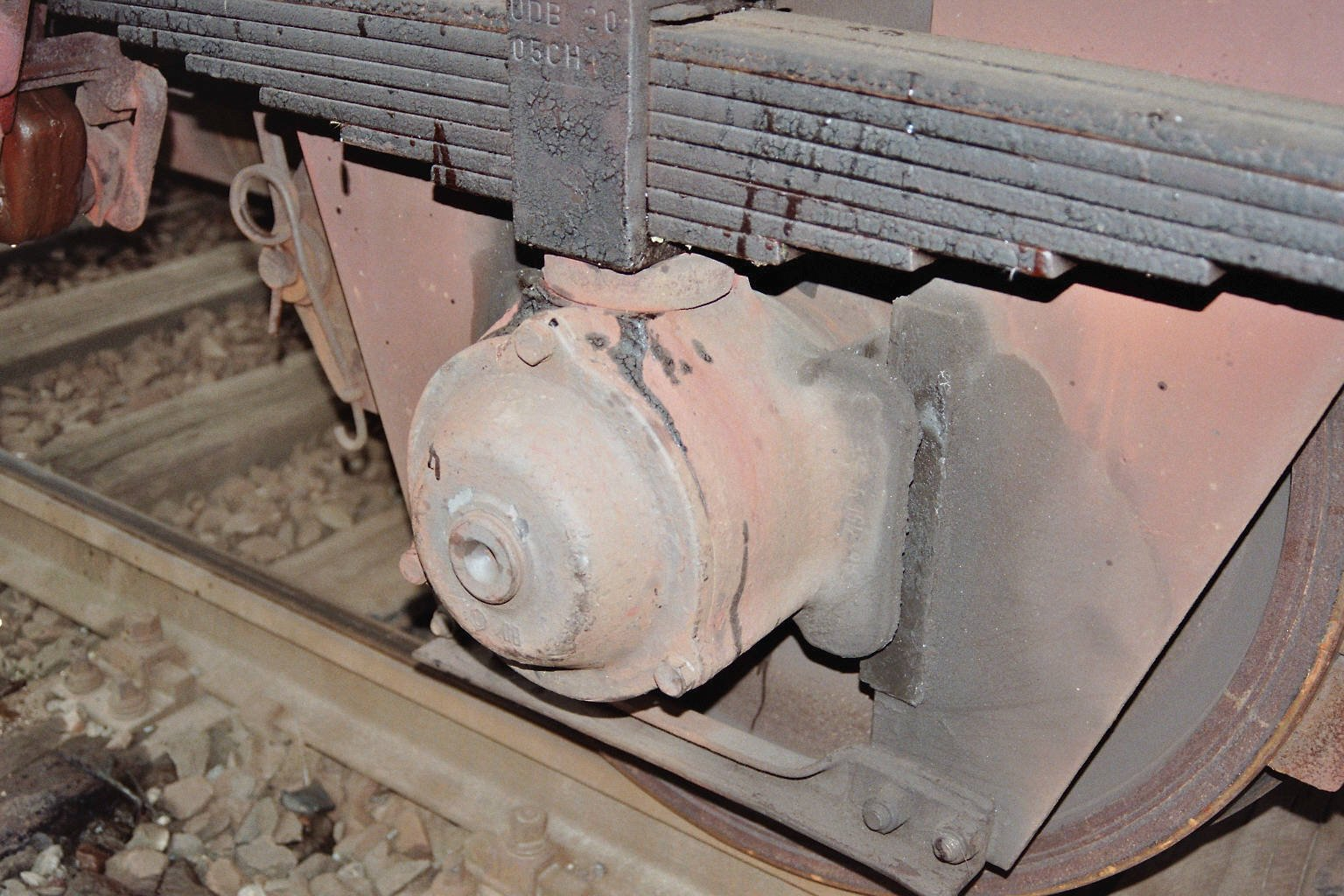
Gehäuse des Lagers eines Eisenbahnfahrzeugs

Im Spätmittelalter bezeichnete der Begriff Gehäuse (eine Kollektivbildung zu „Haus“) noch menschliche Behausungen, wie eine „Hütte“, einen „Verschlag“, oder eine „Klause“, wandelte sich aber im 15. bis 16. Jahrhundert zur heutigen Bedeutung.
In der Technik gibt es Gehäuse für Bauteile, Baugruppen und Geräte. Oft hat das Gehäuse neben dem Schutz weitere Funktionen. So sind z. B. die Gehäuse von Getrieben in der Regel gleichzeitig Strukturteile, die die Lager der Wellen aufnehmen. An den Gehäusen befinden sich zudem die Befestigungspunkte zum Einbau. Manchmal werden Gehäuse auch nur aus optischen Gründen eingesetzt. Der Verzicht auf eine zusätzliche tragende Struktur verringert das Gewicht, die Anzahl der Teile, den Montageaufwand und damit auch die Kosten.

Beispiele für vom Menschen geschaffene Gehäuse:
- Kameragehäuse
- Lautsprechergehäuse (incl. Bassreflex-Gehäuse)
- Computergehäuse
- Chipgehäuse

Siehe auch: Maschinengestell